# NGC 4123
NGC 4123 (również PGC 38531 lub UGC 7116) – galaktyka spiralna z poprzeczką (SBb), znajdująca się w gwiazdozbiorze Panny. Odkrył ją William Herschel 23 lutego 1784 roku. Jest to galaktyka z aktywnym jądrem.